# Hrabstwo Shelby (Ohio)
Hrabstwo Shelby (ang. Shelby County) – hrabstwo w stanie Ohio w Stanach Zjednoczonych. Obszar całkowity hrabstwa obejmuje powierzchnię 411,03 mil2 (1 064,57 km²). Według danych z 2010 r. hrabstwo miało 49 423 mieszkańców. Hrabstwo powstało 1 kwietnia 1819 roku i nosi imię Isaaca Shelbyego – gubernatora Kentucky.

## Sąsiednie hrabstwa
- Hrabstwo Auglaize (północ)
- Hrabstwo Logan (wschód)
- Hrabstwo Champaign (południowy wschód)
- Hrabstwo Miami (południe)
- Hrabstwo Darke (zachód)
- Hrabstwo Mercer (północny zachód)

## Miasta
- Sidney

## Wioski
- Anna
- Botkins
- Fort Loramie
- Jackson Center
- Kettlersville
- Lockington
- Port Jefferson
- Russia
- Newport (CDP)